# Associação Cultural e Desportiva do Monte
A Associação Cultural e Desportiva do Monte é um clube da Murtosa que tem apenas o andebol como desporto, com todos os escalões federados e em competição nacional.
Tem uma pavilhão próprio não sendo este da câmara municipal.
A nível local, este Clube é conhecido simplesmente por ACDM.  A nível nacional, talvez A.C.D. Monte seja o nome mais prático. Os Seniores Masculinos participam na 3°Divisão.
Na época 2023-24 sagraram-se Campeões Regionais vencendo a sua série com 8 vitórias,1 empate e 1 derrota.
1. ↑  «Associacao Cultural Desportiva Monte». Federação de Andebol de Portugal. Consultado em 16 de junho de 2025
2. ↑  Monte, Freguesia (2015). «Associativismo». jf-monte. Consultado em 16 de junho de 2025